# Officina di Studi Medievali
L'Officina di Studi Medievali (OSM) è un'associazione culturale non profit. Ha sede a Palermo all'interno dell'antico complesso monumentale della Basilica di San Francesco d'Assisi, dove ancora oggi risiedono i frati minori conventuali. In collaborazione con l'Ateneo di Palermo ed in particolare con i Dipartimenti di Culture e Società e di Scienze Umanistiche, sviluppano uno studio eterogeneo e approfondito sul Medioevo e sulle sue radici nelle culture antiche e i suoi lasciti alle culture moderne.. 

## Storia
Fondata nel 1980 da un gruppo di studiosi e appassionati del Medioevo, già nel nome si identifica la mission della sua fondazione sulla quale si sviluppano le attività organizzate nell'ambito della ricerca e della promozione scientifica medievale, ampliando il campo d'azione nazionale e internazionale con una prospettiva multidisciplinare. 
Dal 1995 al 2014 è stato Presidente Alessandro Musco, professore ordinario di Storia della filosofia medievale all'Università degli Studi di Palermo, cui è succeduto Diego Ciccarelli, cofondatore dell'OSM e precedentemente titolare di Paleografia e Diplomatica alla Facoltà di Lettere e Filosofia dell'Università degli Studi di Palermo. 
Il suo patrimonio è cresciuto negli anni grazie a donazioni che costituiscono cinque fondi di persona, acquisti, scambi di periodici e opere edite dallo stesso ente.
L'OSM vanta cooperazioni con enti nazionali e internazionali che negli anni hanno contribuito ad ampliare le sue aree di ricerca che riguardano la tradizione metafisica, la storia della letteratura mediolatina, gli studi archivistici, paleografici, diplomatici, codicologici e storici, la storia delle idee e dei saperi medievali in tutte le sue espressioni, e il confronto tra tradizioni culturali in epoca medievale nell'area del Mediterraneo: mondo arabo ed islamico, latino e cristiano, ebraico, greco e bizantino. Le collaborazioni internazionali hanno contribuito a promuovere lo studio di quelle lingue che sono al centro degli ambiti disciplinari interessati: mondo arabo, ebraico, turco, persiano e russo.
Dal 1999, l'associazione è anche casa editrice, registrata alla Camera di Commercio, al Tribunale e al Registro Nazionale Italiano della Stampa e dell'Editoria. Ha in attivo quattro collane e due riviste cartacee e online. Quest'ultime hanno permesso una politica di scambio con altre case editrici e centri di cultura nazionali e internazionali facendosi così foriera di rapporti che nel tempo hanno ampliato le attività e le relazioni dell'OSM.

## Attività
Gli ambiti di ricerca esplorati sono essenzialmente la storia del sapere medievale, espresso nelle sue varie forme, la storia della letteratura mediolatina, gli studi storici e paleografici e lo studio della tradizione metafisica, soprattutto nell'area mediterranea (mondo arabo e islamico, latino e cristiano, ebraico, greco e bizantino).
L'attività scientifica è organizzata in Laboratori tematici, coordinati da soci. Quelli operativi sono:
- Byzantina: civiltà bizantina e Oriente cristiano (risp. Filippo Burgarella, Università della Calabria e Rosanna Gambino, Università di Palermo).
- Federiciana: studi sull'età normanno-sveva, Federico II, fino alle vicende del XIV secolo (coord. Oleg Voskoboynikov, Università di Mosca)
- Franciscana: studi francescani (Luca Parisoli, Università della Calabria e Università Paris X-Nanterre
- OSMIL - Itinera Lulliana: sull'opera e pensiero di Raimondo Lullo e sul lullismo (Jordi Gaya Esterlich, Universidad de las Islas Baleares, Marta Romano, Università di Palermo)
- OSMOR - Orientalistica: studi orientalistici: ebraismo (Luciana Pepi, Università Di Palermo), civiltà araba e islamica (Giuseppe Roccaro e Patrizia Spallino, Palermo), indologia (Maria Lucilla Vassallo, Palermo). Al laboratorio è affidata anche la tenuta di corsi di lingue semitiche[1], arabo ed ebraico, orientati sia a principianti che a studenti di livello avanzato[3]
- Traditio: tradizione dei saperi medievali, in particolare sull'area linguistica latina (letteratura medievale, poesia, teatro medievale, filosofia medievale, teologia medievale, musica medievale, ecc. (Armando Bisanti e Pietro Palmeri, Università di Palermo)
- Vivarium: dedicato alle scienze ausiliari della storia (Paleografia, Diplomatica, Cultura del libro, Biblioteconomia) e alle tematiche del restauro della carta e dei libri (Carolina Miceli, Università di Palermo).

Le sue attività hanno reso l'OSM titolare di progetti finanziati dal Ministero dell'istruzione, dell'università e della ricerca.

### Attività editoriali
Dal 1999 l'Officina di Studi Medievali è anche casa editrice, con proprie collane editoriali e riviste periodiche.

#### Pubblicazioni periodiche
Le pubblicazioni periodiche edite dall'Officina sono: 
- Schede Medievali. Rassegna dell'Officina di Studi Medievali[4], rivista fondata nel 1981, con uscite semestrali fino al n. 38 del 2000; dal 2001 dal n. 39 (2001) ha assunto una periodicità annuale. Dalla sua fondazione fino al n. 31-32 (1996) è stata diretta da Cataldo Roccaro; dal n. 32-33 (1997) fino al n. 46 (2008), da Diego Ciccarelli e infine, dal n. 47 (2009) ad oggi da Armando Bisanti. Ogni fascicolo di «Schede Medievali» si articola in tre sezioni:
  1. “Contributi”: articoli, studi, saggi scientifici di argomento e interesse medievistico;
  2. “Postille”: rassegne critiche di studi, discussioni su determinati temi di interesse medievistico, riflessioni di carattere metodologico e didattico, cronache di convegni e seminari di studio;
  3. “Recensioni e Letture”: segnalazioni – più o meno ampie, complesse e dettagliate – di pubblicazioni recenti di argomento e interesse medievistico.
- Mediaeval Sophia. Studi e ricerche sui saperi medievali[4] nasce dalle pubblicazioni e dalle collane editoriali dell’Officina di Studi Medievali. La rivista pubblicata online è ad accesso libero con contenuti e download gratuiti, previa registrazione e si affianca alla cartacea Schede Medievali come un nuovo strumento culturale, al passo con i tempi, più agile nella sua gestione e di maggiore circolazione internazionale: una prima iniziativa centrata sull’utilizzo delle nuove tecnologie editoriali cui l'OSM sta progettando di far seguire altre iniziative.

#### Collane editoriali
I libri editi dall'Officina sono pubblicati in diverse collane editoriali, i cui ambiti tematici restano affini alle attività organizzate dall'associazione:
- Franciscana[6] è finalizzata allo studio del francescanesimo dalle sue origini alle sue attuali forme di espressione, prestando particolare attenzione all'età medievale e alla presenza del francescanesimo nell'area siciliana e mediterranea .
- Machina Philosophorum. Testi e Studi dalle culture euro-mediterranee[7], si pone come strumento di confronto e conoscenza tra le diverse culture medievali e il modo in cui le loro tradizioni trovano modo di esprimersi e diffondersi.
- Biblioteca dell'Officina di Studi Medievali[8] (BOSM) pubblica saggi inediti, ricerche specifiche ed Atti di incontri organizzati dall'OSM su svariati aspetti della tradizione storica e culturale del Medioevo.

### Corsi di lingua
I corsi di lingua tenuti da docente specializzato e/o madrelingua nascono allo scopo di offrire sia a studenti sia agli appassionati una formazione certificata in linea con le tematiche d'interesse dell'OSM, per favorire una maggiore offerta di studio.
- Ebraico biblico, livello base e avanzato
- Arabo, livello base e avanzato in convenzione con l'Institut Bourguiba des Langues Vivantes di Tunisi "IBLV"
- Turco
- Persiano

### L'OSM e la scuola
Sin dalla sua fondazione, l'OSM ha creato e mantenuto rapporti di collaborazione con il mondo della scuola media inferiore e superiore. D'intesa con i singoli istituti ha progettato e realizzato iniziative didattiche e formative rivolte alla gestione delle biblioteche ed alla loro fruizione, e alla catalogazione, del patrimonio culturale anche a fini museali e al restauro dei beni librari.

## Biblioteca
La Biblioteca dell’OSM è specializzata in medievistica e ad oggi possiede oltre 42.278 volumi e un’emeroteca che conta 287 periodici italiani e stranieri.
Essere una biblioteca specialistica aperta al pubblico è un punto di riferimento non solo per gli addetti del settore, ma anche per gli studenti universitari che grazie alla catalogazione partecipata nell'OPAC nazionale SBN, dal 2007, garantendo un servizio di consultazione on line delle raccolte per la piena fruizione del patrimonio bibliografico.
Nel tempo la collezione bibliografica è stata arricchita grazie all’acquisto di volumi, avvenuto anche attraverso finanziamenti ministeriali, al dono di testi e periodici da parte di Case editrici, Centri, Fondazioni, Associazioni e Istituti di ricerca e agli scambi editoriali, posti in essere al fine di pubblicare le recensioni dei volumi acquisiti. 
Il patrimonio bibliografico è stato incrementato anche da prestigiose donazioni quali:
- la biblioteca privata del prof. Friedrich Stegmüller (1902-1981), fondatore e primo direttore del Raimundus Lullus Institut (1957-1968), donata nel 2007 e confluita nel “Fondo Stegmüller”;
- la biblioteca privata del prof. Giuseppe Belfiore, donata nel 2008 e confluita nel “Fondo Belfiore”;
- la biblioteca privata del prof. Francesco Giunta, donata nel 2012 e confluita nel “Fondo Giunta”;
- la biblioteca privata della prof.ssa Maria Augusta Coppola, donata nel 2013 e confluita nel “Fondo Coppola”;
- la biblioteca privata del prof. Nunzio Incardona, donata nel 2017 e confluita nel “Fondo Incardona”.

La Biblioteca dell’OSM ospita anche una cospicua sezione della Biblioteca personale del prof. Alessandro Musco, già fondatore e Presidente dell’Associazione, che è confluita nel “Fondo Musco” ed è oggi liberamente consultabile e fruibile dalla comunità scientifica.

## Archivio Documentale Storico
L'officina di Studi Medievali possiede un archivio storico, intestato alla prof. Maria Rita Lo Forte, che raccoglie n. 138 faldoni. 
L'archivio è consultabile e successivamente al 1994 si arricchisce dell'archivio del noto studioso del medioevo prof. Francesco Giunta. 
L'archivio il 28 novembre 2012 viene dichiarato dal Ministero per i beni e le attività culturali - Direzione Archivi, un bene di Interesse Storico Particolarmente Importante